# 缪伯英
缪伯英（1899年10月21日—1929年10月），曾名缪玉桃、化名廖慕群，湖南长沙人，中国妇女运动活动家、中国共产党早期人物。

## 生平
1899年10月21日，缪伯英出生在湖南长沙县清泰乡枫树湾（今开慧乡飘峰村）的一户书香门第家庭中，其父亲缪云可是晚清秀才，主张兴办新学致力于教育救国。1916年7月，缪伯英考入长沙湖南省立第一女子师范学校（今稻田中学）。1919年7月，她以长沙地区考分第一的成绩考入国立北京女子高等师范学校理化系学习。同年年底，为响应何孟雄、施存统等人实施的“工读互助运动”，她与致殊、冰如等人在女子高等师范附近组建第三组工读互助团，因为参加的都是女学生又称“北京女子工读互助团”。1920年1月21日，在北京《晨报》上发表宣言，号召“处黑暗家庭，受种种束缚”的姐妹参加女子工读互助团。3月，参加在李大钊指导下，与邓中夏、范鸿劼、何孟雄等人发起组织的“北京大学马克思学说研究会”。10月，参加北京共产主义小组。11月，在共产主义小组的领导下，她与邓中夏、范鸿劼、高君宇、张国焘、黄日葵、罗章龙、刘仁静、何孟雄等40余人，于北京大学学生会办公室开会，成立北京社会主义青年团，与会者成为北京第一批团员。
1920年11月，李大钊从青年团员中吸收了包括缪伯英在内的五人加入中国共产党，缪伯英成为中国共产党的首位女党员。同年秋，她与何孟雄结婚，住在北京景山西街的中老胡同5号，他们的家就成了北京地方党组织的联络站。同年12月15日，缪伯英撰写的《家庭与女子》一文发表，号召女同胞冲决封建罗网做时代的新女性。
1922年，缪伯英任中国劳动组合书记部秘书兼妇女部工作，从事工人运动。5月，缪伯英担任劳动组合书记部的机关报《工人周刊》和《劳动通讯处》的编辑。8月，为贯彻中共二大会议精神，缪伯英同国民党和其他社会组织建立联合战线。中共北京地委决定由范鸿劼、蔡和森、缪伯英等人负责组建“民权运动大同盟”，缪伯英负责筹备北京女权运动同盟会，为妇女争取政治、经济上的平等权利而抗争。1923年年初，广东革命政府最高政治顾问和共产国际驻华代表的苏联人鲍罗廷来到北京，准备去广州进行国共两党建立联合战线的活动。中共北京地委在李大钊的指导下，缪伯英与何孟雄、张昆弟、安体诚、包惠僧等人于苏联驻北京使馆同鲍罗廷座谈，讨论国共合作的问题。
1923年2月，二七大罢工爆发，缪伯英与何孟雄、高君宇、罗章龙、李梅羹等人参与领导了京汉铁路北段工人总罢工。同年，缪伯英任中共北方区委妇女部第一任部长。
1924年5月21日，张国焘被捕叛变，供出了包括缪伯英在内的共产党员名单。因遭北洋政府的通缉，缪伯英被中共党组织派往湖南开展工作。1925年1月，她受省第一女师校长徐特立的聘请，担任了附小主事（即校长），她以此合法的身份开展党的地下工作。不久，任中共湘区区委首任妇女委员会书记，省妇女运动委员会主任，并担任湖南省女界联合会的领导工作。1926年1月，她作为国共合作的国民党湖南省党部委员兼妇女部长出席国民党第二次全国代表大会。3月9日，长沙召开市民大会，通过了打倒赵恒惕、北伐讨吴佩孚、组织代表民意的政府等“对湘主张之24条”，组织了湖南人民临时委员会，缪伯英当选为正式委员，并为三位常委之一。她参加组织和领导了驱逐湖南军阀赵恒惕、迎接北伐的工作。10月，她来到武汉任湖北省立第二女子中学训育主任，协助中共湖北省委妇委书记蔡畅做妇女工作。
1927年，蒋介石发动四一二政变后。10月，何孟雄、缪伯英夫妇离开武汉、前往上海在白色恐怖中开展地下工作，缪伯英任中共沪东区委妇女委员会主任。1929年10月，在上海突患伤寒病，因积劳成疾、体质虚弱，抢救无效，不幸病逝。何孟雄将缪的灵柩寄于扬州会馆。1931年2月何孟雄被杀，缪伯英的灵柩和一双儿女不知所终。
缪伯英故居位于长沙县开慧镇飘峰山村枫树湾组，2005年被确定为长沙市文物保护单位并按原貌修复；2011年1月被确定为湖南省文物保护单位。